# Srednje Jarše
Srednje Jarše so naselje v Občini Domžale.
Naselje je bilo nekdaj del vasi Jarše, danes pa je predmestje Domžal.
Znan je Osolinov mlin, Kofutnikova domačija, Župnija Jarše pod vodstvom Andreja Jemca, sicer pa v naselju poleg picerije in gostilne trgovin ni. Na lokaciji v okolici Osolinovega mlina se nahaja na novo zgrajen predel Srednjih Jarš, Soseska ob starem mlinu. Naselje je majhno, a gosto poseljeno.
Skozi predmestje teče tudi reka Mlinščica, ki se izliva v Kamniško Bistrico, ki je naravna ločnica med Srednjimi Jaršami in Virom.
V Srednjih Jaršah imajo tudi Prostovoljno Gasilsko društvo Jarše-Rodica, sicer pa kraj danes spada v skupnost Jarše-Rodica.
Ob naselju poteka železniška proga Ljubljana-Kamnik, v projektu je železniško postajališče Srednje Jarše.
Meji na četrti Spodnje Jarše, Zgornje Jarše in Vir.